# Clupeonella abrau
Clupeonella abrau é uma espécie de peixe da família Clupeidae.
Pode ser encontrada nos seguintes países: Rússia e Turquia.